# Marie Dauchy
Marie Dauchy (Calais,1987), é uma política da França.

## Biografia
Torna-se conselheira regional em 2015. Ela é a candidata da FN nas eleições legislativas de 2017, no terceiro círculo eleitoral da Savoie.
Como membro do RN (ex-FN), falhará a eleição nas eleições europeias de 2019 por um lugar. 
Ela é candidata às eleições municipais de 2020 em Saint-Jean-de-Maurienne.